# Elionurus tripsacoides
Elionurus tripsacoides är en gräsart som beskrevs av Carl Ludwig von Willdenow. Elionurus tripsacoides ingår i släktet Elionurus och familjen gräs. Inga underarter finns listade i Catalogue of Life.